# 3456 Etiennemarey
3456 Etiennemarey este un asteroid din centura principală, descoperit pe 5 septembrie 1985 de Henri Debehogne.